# I'm So Fly
«I'm So Fly» — другий сингл репера Ллойда Бенкса з його дебютного студійного альбому The Hunger for More. Став двічі платиновим у США.

## Відеокліп
Режисер відео: Джессі Терреро. У кліпі знялися 50 Cent, Young Buck, DJ Whoo Kid та Olivia.

## Чартові позиції
| Чарт (2004)                       | Найвища позиція |
| --------------------------------- | --------------- |
| US Bubbling Under Hot 100 Singles | 1               |
| US Hot Rap Songs                  | 1               |
| US Hot R&B/Hip-Hop Songs          | 2               |